# Sotstormsvala
Sotstormsvala (Hydrobates markhami) är en fågel i familjen stormsvalor inom ordningen stormfåglar.

## Utseende
Sotstormsvalan är en stor (21–23 cm), mestadels brunsvart stormsvala. Ovansidan har gråare anstrykning och på övre vingtäckarna syns ett band som sträcker sig till vingknogen. Stjärten är lång och kluven. Flykten är snabb och direkt. Liknande svart stormsvala är svartare och vingbandet når inte vingknogen. Näbben är vidare kraftigare, liksom benen.

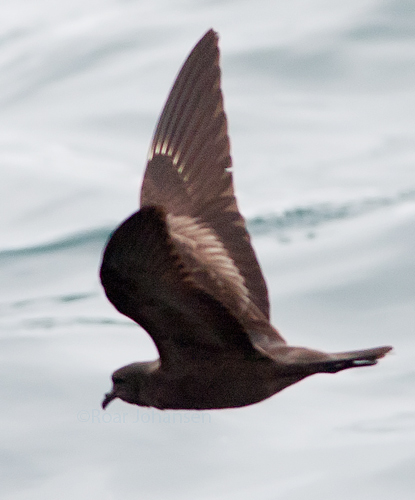

## Utbredning och systematik
Sotstormsvalan förekommer i tropiska östra Stilla havet. Mellan juli och september hittas den i varma vatten nära ekvatorn, januari–juli i kallare vatten i Humboldtströmmen och vidare västerut. Den häckar på Paracashalvön i centrala Peru samt i Atacamaöknen i södra Peru och norra Chile. Tillfälligt har den påträffats i Franska Polynesien och Panama.

### Släktestillhörighet
Tidigare placerades arten i släktet Oceanodroma. DNA-studier visar dock att stormsvalan (Hydrobates pelagicus) är inbäddad i det släktet. Numera inkluderas därför arterna Oceanodroma i Hydrobates, som har prioritet.

## Status
Arten häckar i ett relativt litet antal kolonier i områden som hotas av habitatförstörelse. Den tros minska i antal, men hur kraftigt är ännu inte känt. Internationella naturvårdsunionen IUCN kategoriserar den därför som nära hotad. Världspopulationen uppskattas till mellan 100 000 och 120 000 vuxna individer.

## Namn
Fågelns vetenskapliga artnamn hedrar Sir Albert Hastings Markham (1841-1918), flottiljamiral i Royal Navy och upptäcktsresande i Arktis.